# Себамалайнаягам Гнанарубан
Мохамед Себамалайнаягам Гнанарубан Вінотх або просто Гнанарубан Вінотх (нар. 30 листопада 1988) — ланкіський футболіст, півзахисник клубу «Солід».

## Клубна кар'єра
З 2014 року захищає кольори клубу «Солід».

## Кар'єра в збірній
З 2014 по 2017 рік викликався до складу національної збірної Шрі-Ланки. Зіграв 7 матчів.